# Ilker Arcayürek
Ilker Arcayürek (Istanbul, 1984) is een Oostenrijkse operazanger van Turkse afkomst (tenor). 

## Biografie
Arcayürek kwam op 5-jarige leeftijd naar Wenen, waar hij deel uitmaakte van de Mozart-Sängerknaben. Na de middelbare school ging hij aanvankelijk zijn eigen weg en maakte hij indruk bij het Arnold Schönbergkoor. 
In 2010 werd hij gevraagd om auditie te doen bij de Internationale Opera Studio te Zürich en verscheen hij in producties van Rossini’s ‘Otello’ en Mozarts ‘Così fan tutte’. Als lid van het Oostenrijkse Stadttheater Klagenfurt speelde hij mee in ‘Der Rosenkavalier’ van Strauss, ‘Macbeth’ van Verdi, ‘Die Fledermaus’ en ‘Die Zauberflöte’ van Mozart. Dan vervoegde hij het Staatstheater Nürnberg en speelde hij in 2015 zijn eerste grote rol, als Rodolfo in ‘La Bohème’ van Puccini. Ook in 2015 eindigde Arcayürek als finalist van de BBC Cardiff Singer of the World Wedstrijd en werd een van de New Generation Artists van BBC Radio 3. Hij won de Internationaler Liedwettbewerb van de Hugo Wolf Akademie. In februari 2019 maakte hij zijn Amerikaanse recitaldebuut in New York en in de zomer volgde zijn operadebuut aldaar, als Nadir in ‘Les Pêcheurs de Perles’ van Bizet, in de Santa Fe Opera. Zijn eerste cd verscheen in 2017 bij Champs Hill Records, ‘Der Einsame’.

## Prijzen (selectie)
- 2016: 1e prijs op de Internationalen Wettbewerb für Liedkunst.

## Opnames
- Franz Schubert, Ilker Arcayürek, Simon Lepper - Der Einsame (2018)